# Dioon edule
Dioon edule är en kärlväxtart som beskrevs av John Lindley. Dioon edule ingår i släktet Dioon och familjen Zamiaceae. IUCN kategoriserar arten globalt som nära hotad. Inga underarter finns listade i Catalogue of Life.

## Bildgalleri

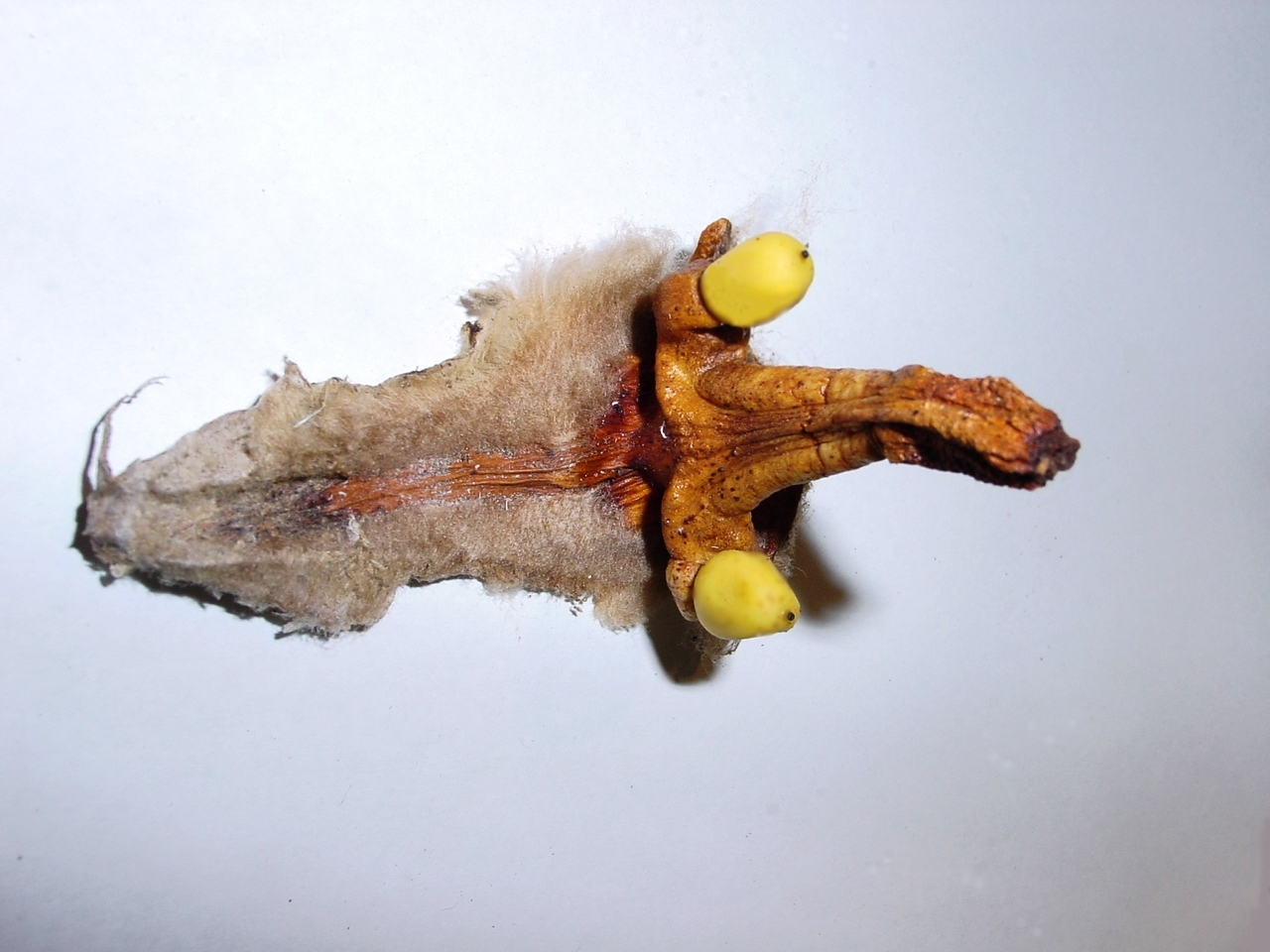
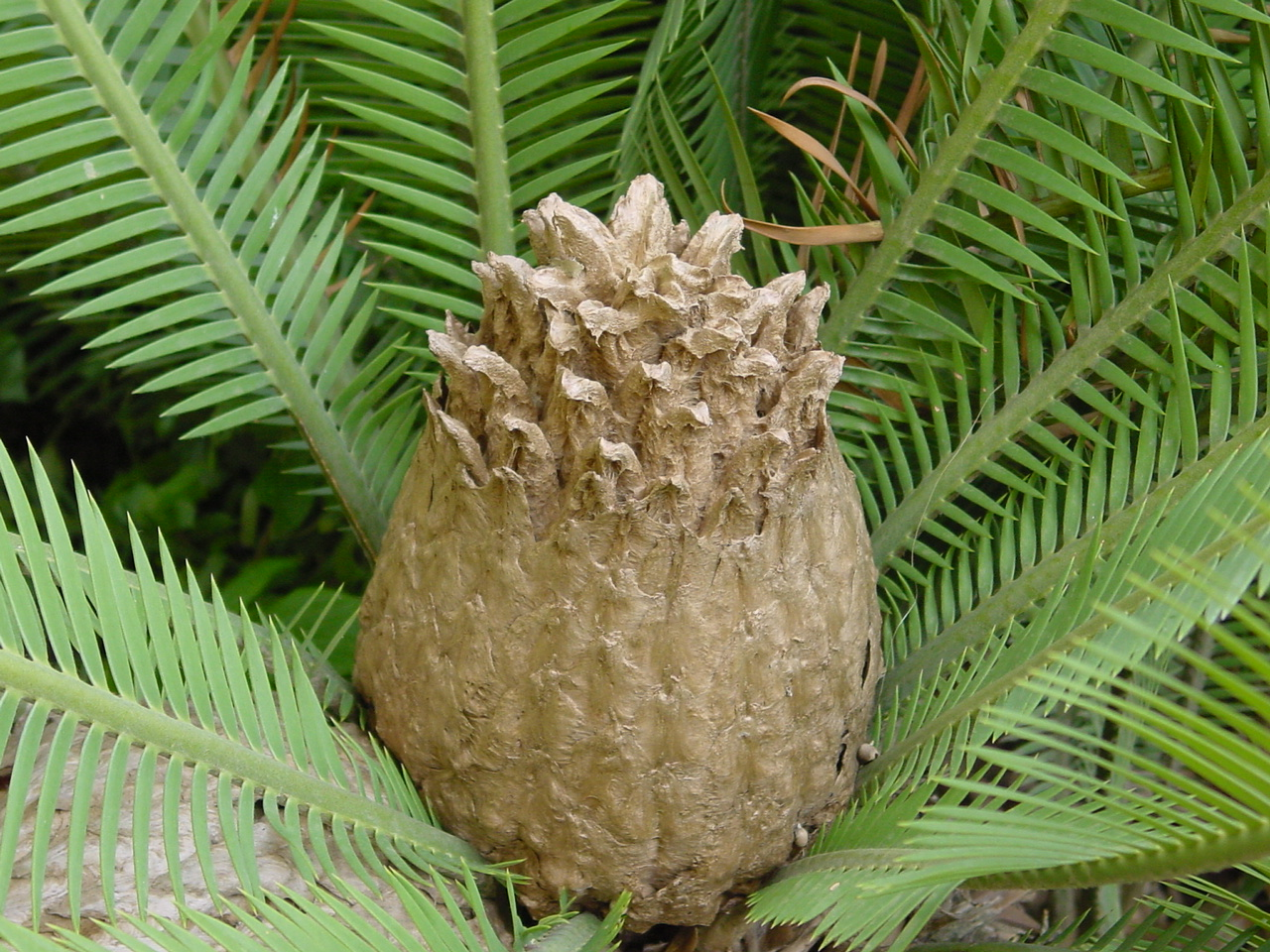
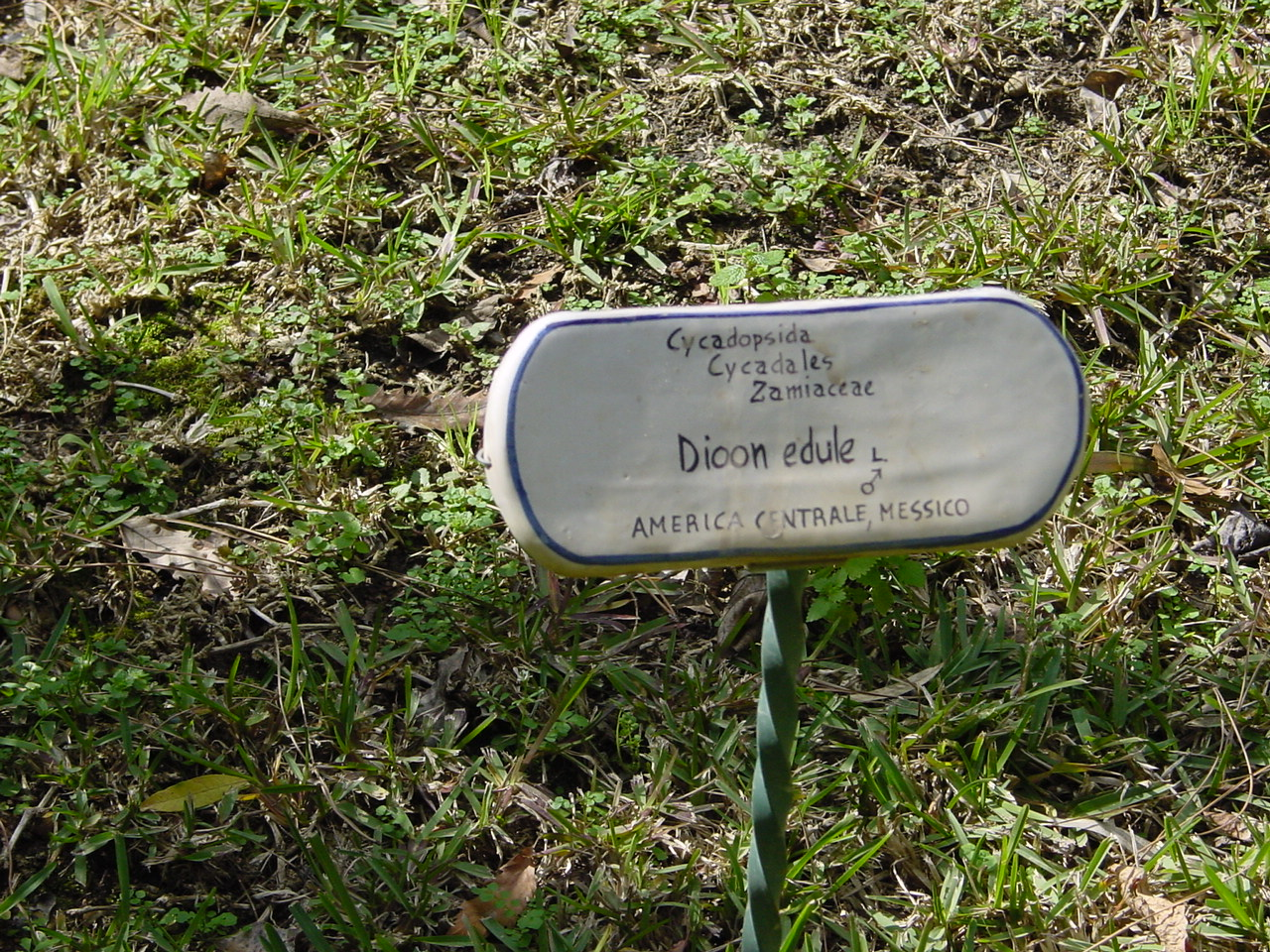
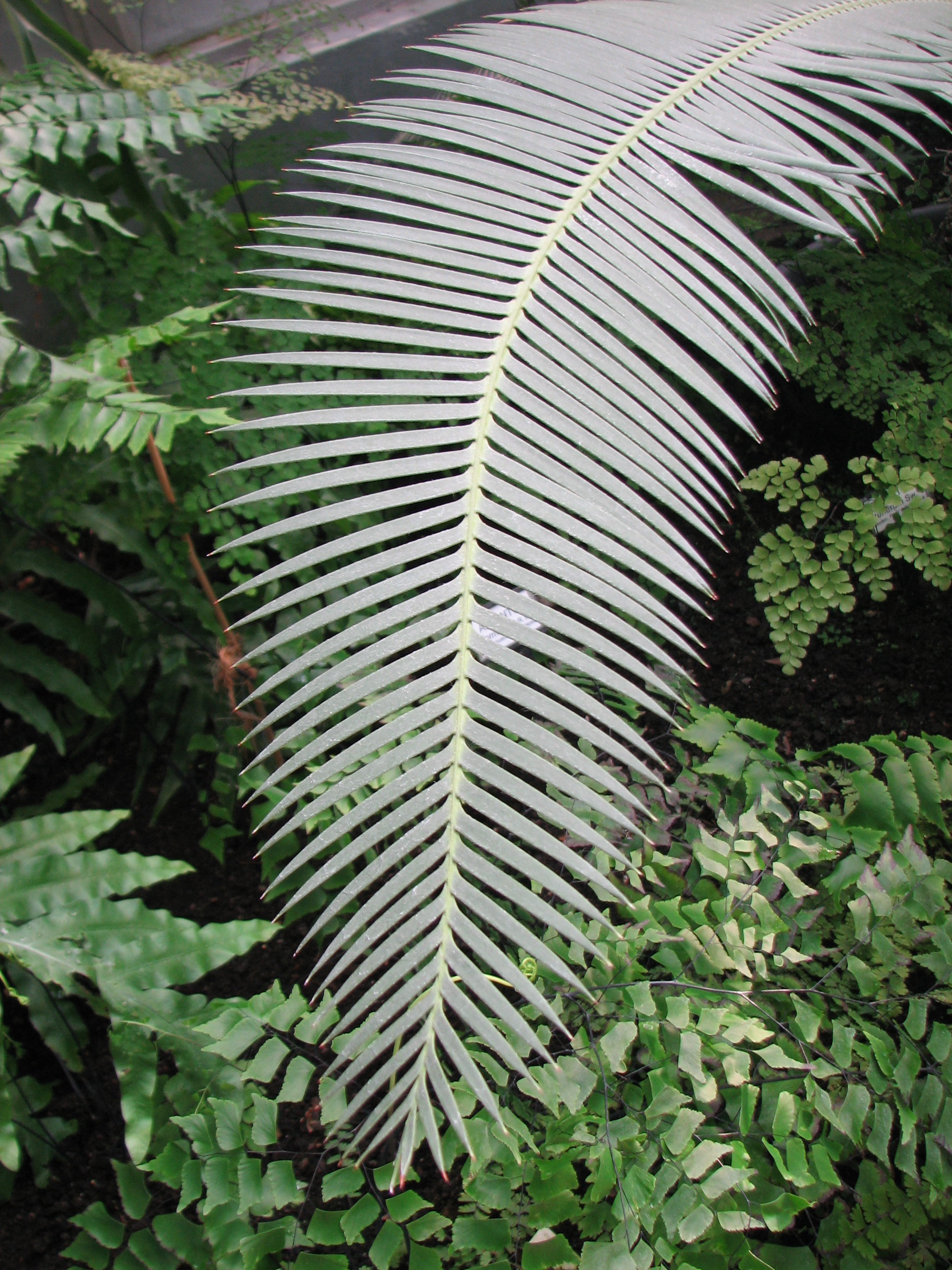
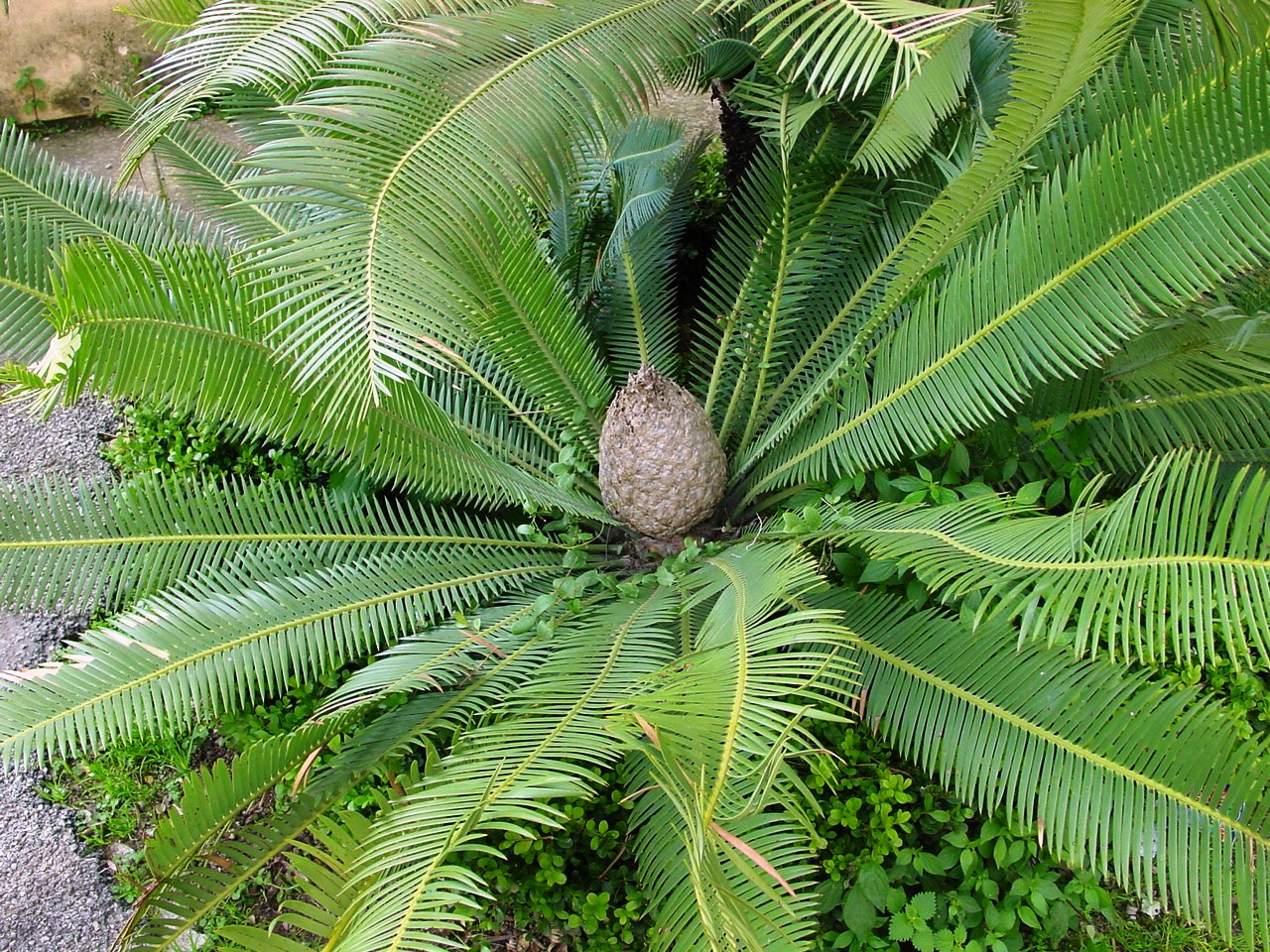
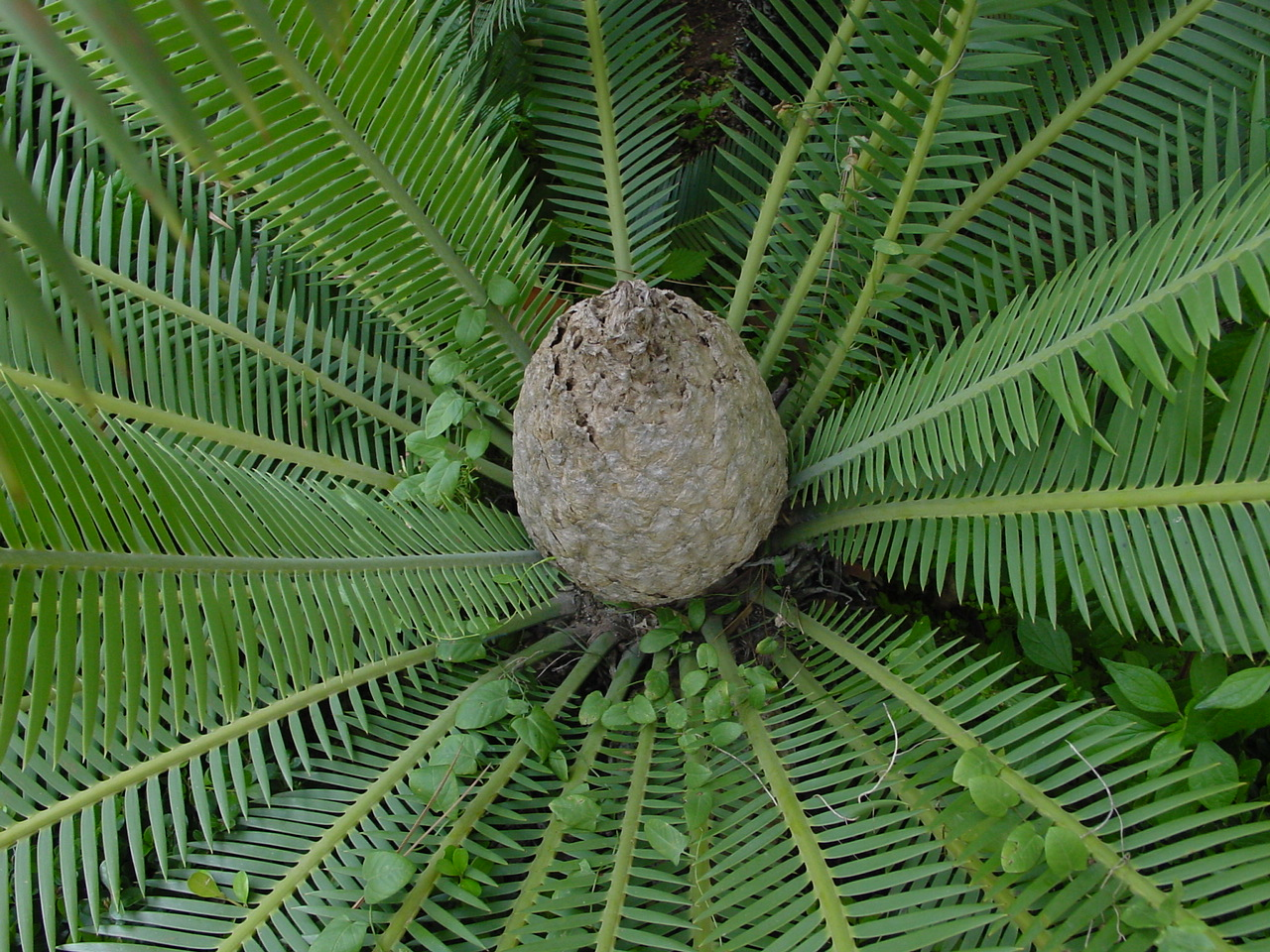